# Великаны (картина Гойи)
«Великаны» (исп. Las gigantillas) — картина испанского художника Франсиско Гойи, написанная около 1791—1792 годов. Полотно принадлежит к седьмой серии картонов Гойи, написанной им по заказу Королевской шпалерной мануфактуры для кабинета короля Карла IV в Эскориале. «Великаны» же были предназначены для спальни королевской семьи во дворце Эль-Пардо. Картина была передана Королевской шпалерной мануфактурой между 1856 и 1857 годами в Королевский дворец в Мадриде, откуда наряду с другими полотнами исчезла в 1869 году.

## Описание картины
На панно изображена детская игра, где один ребёнок взгромоздился на другого.